# Nick Swisher
Nicholas Thompson Swisher (ur. 25 listopada 1980) – amerykański baseballista, który występował na pozycji pierwszobazowego i zapolowego.

## Przebieg kariery
Swisher studiował na Ohio State University, gdzie w latach 2000–2002 grał w drużynie uniwersyteckiej Ohio State Buckeyes. W czerwcu 2002 roku został wybrany pierwszej rundzie draftu z numerem 16. przez Oakland Athletics i początkowo występował w klubach farmerskich tego zespołu, między innymi w Sacramento River Cats, reprezentującym poziom Triple-A. W Major League Baseball zadebiutował 3 września 2004 w meczu przeciwko Toronto Blue Jays, w którym zaliczył double'a i zdobył dwa runy. W sezonie 2005 w głosowaniu na najlepszego debiutanta w American League zajął 6. miejsce.
W styczniu 2008 w ramach wymiany zawodników przeszedł do Chicago White Sox, zaś w listopadzie 2008 do New York Yankees. 13 kwietnia 2009 w spotkaniu z Tampa Bay Rays rozegrał jedną zmianę na pozycji relievera. W tym samym roku wystąpił w pięciu meczach World Series, w których Yankees pokonali Philadelphia Phillies 4–2. W 2010 zagrał w Meczu Gwiazd. We wrześniu 2013 odrzucił ofertę rocznego kontraktu i został wolnym agentem.
W grudniu 2013 podpisał czteroletni z opcją przedłużenia o rok kontrakt wart 70 milionów dolarów z Cleveland Indians. W sierpniu 2014 przeszedł atroskopię stawów kolanowych, co wykluczyło go z gry do końca sezonu. W sierpniu 2015 w ramach wymiany zawodników przeszedł do Atlanta Braves.
14 kwietnia 2016 podpisał niegwarantowany kontrakt z New York Yankees, który rozwiązał na własną prośbę 2 lipca 2016. W lutym 2017 ogłosił zakończenie zawodniczej kariery.

## Nagrody i wyróżnienia
| Nagroda/wyróżnienie      | Lata | Źródło |
| All-Star                 | 2010 | [ 2 ]  |
| Zwycięzca w World Series | 2009 | [ 6 ]  |